# إليكوت (ماريلند)
إليكوت (بالإنجليزية: Ellicott City CDP, Maryland) هي مدينة تقع بولاية ماريلند في الولايات المتحدة. تبلغ مساحتها 77.9 كم2، وترتفع عن سطح البحر 55 م، بلغ عدد سكانها 65,834 نسمة في عام 2010 حسب إحصاء مكتب تعداد الولايات المتحدة وتصل الكثافة السكانية فيها 845.1 نسمة لكل كيلومتر مربع (2,188.8/ميل2).

## التركيبة السكانية
حدّد مكتب تعداد الولايات المتحدة بيانات التركيبة السكانية لإليكوت في تعداد الولايات المتحدة. في ما يلي، التركيبة السكانية حسب تعدادي 2000 و2010.

### تعداد عام 2000
بلغ عدد سكان إليكوت 56,397 نسمة بحسب تعداد عام 2000، وبلغ عدد الأسر 20,250 أسرة وعدد العائلات 15,298 عائلة مقيمة في المدينة. في حين سجلت الكثافة السكانية 724 نسمة لكل كيلومتر مربع (1,875.2/ميل2). وبلغ عدد الوحدات السكنية 20,789 وحدة بمتوسط كثافة قدره 266.9 لكل كيلومتر مربع (691.3/ميل2).
وتوزع التركيب العرقي للمدينة بنسبة 78.33% من البيض و7.34% من الأمريكيين الأفارقة و0.15% من الأمريكيين الأصليين و11.90% من الأمريكيين ذوي الأصول الآسيوية و0.02% من سكان جزر المحيط الهادئ و0.55% من الأعراق الأخرى و1.71% من عرقين مختلطين أو أكثر و2.14% من الهسبانيون أو اللاتينيون من أي عرق.
بلغ عدد الأسر 20,250 أسرة كانت نسبة 42.9% منها لديها أطفال تحت سن الثامنة عشر تعيش معهم، وبلغت نسبة الأزواج القاطنين مع بعضهم البعض 65.3% من أصل المجموع الكلي للأسر، ونسبة 7.6% من الأسر كان لديها معيلات من الإناث دون وجود شريك، بينما كانت نسبة 2.7% من الأسر لديها معيلون من الذكور دون وجود شريكة وكانت نسبة 24.5% من غير العائلات. تألفت نسبة 19.6% من أصل جميع الأسر من عدة أفراد يعيشون في نفس المنزل ونسبة 5.7% كانت تتألف من شخص يعيش بمفرده يبلغ من العمر 65 عاماً أو أكثر. وبلغ متوسط حجم الأسرة المعيشية 2.76، أما متوسط حجم العائلات فبلغ 3.22.
بلغ العمر الوسطي للسكان 37.3 عاماً. وكانت نسبة 28.3% من القاطنين تحت سن الثامنة عشر، وكانت نسبة 5.9% بين الثامنة عشر والرابعة والعشرين عاماً، ونسبة 30.7% كانت واقعةً في الفئة العمرية ما بين الخامسة والعشرين والرابعة والأربعين عاماً، ونسبة 25.2% كانت ما بين الخامسة والأربعين والرابعة والستين، ونسبة 9% كانت ضمن فئة الخامسة والستين عاماً فما فوق. يوجد لكل 100 أنثى 96.4 ذكر، ويوجد لكل 100 أنثى في الثامنة عشر من عمرها فما فوق 92.6 ذكر.
بلغ متوسط دخل الأسرة في المدينة 79,084 دولارًا، أما متوسط دخل العائلة فبلغ 92,005 دولارًا. وكان متوسط دخل الذكور 64,046 دولارًا مقابل 41,698 دولارًا للإناث. وسجل دخل الفرد الخاص بالمدينة 33,358 دولارًا. وكانت نسبة 2.2% من العائلات ونسبة 3.3% من السكان تحت خط الفقر، وكان من هؤلاء نسبة 3.5% تحت سن الثامنة عشر ونسبة 4.9% في الخامسة والستين من العمر وما فوق.

### تعداد عام 2010
بلغ عدد سكان إليكوت 65,834 نسمة بحسب تعداد عام 2010، وبلغ عدد الأسر 23,734 أسرة وعدد العائلات 18,150 عائلة مقيمة في المدينة. في حين سجلت الكثافة السكانية 845.1 نسمة لكل كيلومتر مربع (2,188.8/ميل2). وبلغ عدد الوحدات السكنية 24,672 وحدة بمتوسط كثافة قدره 316.7 لكل كيلومتر مربع (820.2/ميل2).
وتوزع التركيب العرقي للمدينة بنسبة 64.48% من البيض و8.48% من الأمريكيين الأفارقة و0.20% من الأمريكيين الأصليين و22.87% من الأمريكيين ذوي الأصول الآسيوية و0.04% من سكان جزر المحيط الهادئ و1.11% من الأعراق الأخرى و2.81% من عرقين مختلطين أو أكثر و3.53% من الهسبانيون أو اللاتينيون من أي عرق.
بلغ عدد الأسر 23,734 أسرة كانت نسبة 40.8% منها لديها أطفال تحت سن الثامنة عشر تعيش معهم، وبلغت نسبة الأزواج القاطنين مع بعضهم البعض 65.2% من أصل المجموع الكلي للأسر، ونسبة 8.2% من الأسر كان لديها معيلات من الإناث دون وجود شريك، بينما كانت نسبة 3% من الأسر لديها معيلون من الذكور دون وجود شريكة وكانت نسبة 23.5% من غير العائلات. تألفت نسبة 19.7% من أصل جميع الأسر من عدة أفراد يعيشون في نفس المنزل ونسبة 8.4% كانت تتألف من شخص يعيش بمفرده يبلغ من العمر 65 عاماً أو أكثر. وبلغ متوسط حجم الأسرة المعيشية 2.76، أما متوسط حجم العائلات فبلغ 3.20.
بلغ العمر الوسطي للسكان 40.7 عاماً. وكانت نسبة 26.5% من القاطنين تحت سن الثامنة عشر، وكانت نسبة 6.5% بين الثامنة عشر والرابعة والعشرين عاماً، ونسبة 24% كانت واقعةً في الفئة العمرية ما بين الخامسة والعشرين والرابعة والأربعين عاماً، ونسبة 30.9% كانت ما بين الخامسة والأربعين والرابعة والستين، ونسبة 12.1% كانت ضمن فئة الخامسة والستين عاماً فما فوق. وتوزع التركيب الجنسي للسكان بنسبة 48.7% ذكور و51.3% إناث.